# Ma‘arratmişrīn
Ma‘arratmişrīn (arabiska: معرت مصرين, معرتمصرين) är en subdistriktshuvudort i Syrien.   Den ligger i provinsen Idlib, i den nordvästra delen av landet, 280 kilometer norr om huvudstaden Damaskus. Ma‘arratmişrīn ligger 339 meter över havet och antalet invånare är 32 163.
Terrängen runt Ma‘arratmişrīn är huvudsakligen platt, men åt nordväst är den kuperad. Runt Ma‘arratmişrīn är det ganska tätbefolkat, med 179 invånare per kvadratkilometer.. Närmaste större samhälle är Idlib, 9,6 kilometer söder om Ma‘arratmişrīn.
Trakten runt Ma‘arratmişrīn består till största delen av jordbruksmark.